# Pan European Recording
Pan European Recording est un label français spécialisé dans le rock et les musiques électroniques. Il a été fondé en 2008 par Arthur Peschaud et Romain Turzi. La première publication du label est une compilation baptisée Voyage : Facing The History Of French Modern Psychedelic Music, compilation qui sera suivie d'un second volume en 2011 puis d'un 3e en 2018, Voyage III : Beyond Darkness. Le label fête ses cinq années d'existence en 2013 lors d'un soirée au Point Éphémère, puis en 2017 ses 10 ans au même endroit.

## Artistes
- Aqua Nebulla Oscillator
- Buvette
- Calypsodelia
- Collectif sin~
- Fantomes
- Flavien Berger
- Fleur bleu·e
- Juan Trip
- Judah Warsky
- kill for Total Peace
- Koudlam
- lisa li-lund
- Marc Melià
- Maud Geffray
- Nemo
- Nicolas Ker
- One Switch to Collision
- Poni Hoax
- Richard Fenet
- Service
- Sir Alice
- Thos Henley